# Marie Juchacz
 (août 2023).
Si vous disposez d'ouvrages ou d'articles de référence ou si vous connaissez des sites web de qualité traitant du thème abordé ici, merci de compléter l'article en donnant les références utiles à sa vérifiabilité et en les liant à la section « Notes et références ».
Marie Juchacz, née Marie Gohlke le 15 mars 1879 à Landsberg-sur-la-Warthe (province de Brandebourg ; aujourd'hui Gorzów Wielkopolski) et morte le 28 janvier 1956 à Düsseldorf est une femme politique, militante du Parti social-démocrate d'Allemagne (SPD) et féministe allemande.

## Biographie

### Études et carrière professionnelle
Après avoir achevé ses études secondaires à Landsberg an der Warthe, Marie Juchacz, de confession protestante, commence à travailler en 1893, d'abord comme femme de ménage, puis pendant une courte période en tant qu'ouvrière. De 1896 à 1898, elle est infirmière. Elle suit ensuite une formation de couturière et exerce cette profession jusqu'en 1913. Pendant la Première Guerre mondiale, elle travaille avec Anna Maria Schulte, Elisabeth Röhl (sa propre sœur) et Else Meerfeld au Heimarbeitszentrale (un centre d'accueil domestique).

### Carrière politique
Marie Juchacz adhère au Parti social-démocrate d'Allemagne (SPD) ; en 1917, Friedrich Ebert, le chef du parti, la charge des questions féminines au sein de sa direction. Elle fonde l'association Arbeiterwohlfahrt (AWO, « Bien-être des travailleurs ») le 13 décembre 1919, dont elle est la présidente jusque 1933.
En 1919, alors que les Allemandes viennent d'obtenir le droit de vote, elle est élue, comme 37 autres femmes, députée au Reichstag de la jeune république de Weimar. Le 19 février de cette même année, elle est la première femme à prendre la parole devant l'hémicycle, et donc la première de toute l'histoire parlementaire allemande. Elle est également la seule femme à être membre du Conseil consultatif de l'Assemblée, chargé, avec l'exécutif, d'élaborer une Constitution pour le Reich allemand (Ausschuß zur Vorberatung des Entwurfs einer Verfassung des Deutschen Reichs ; l'Allemagne était encore officiellement le Reich, même après l'abdication de l'empereur Guillaume II et l'instauration de la République). Elle est constamment réélue jusqu'à la fin du régime, en 1933.
Sa sœur, Elisabeth Röhl, est aussi membre du SPD et députée au Reichstag.

### Guerre et après-guerre
Après l'accession au pouvoir d'Adolf Hitler, cette même année, elle déménage dans le territoire du bassin de la Sarre. Elle tient un café à Sarrebruck qui accueille les réfugiés et dans lequel Johanna Kirchner travaille durant son exil en Sarre. Lorsque ses habitants votent en faveur de l'annexion du territoire au Reich allemand, elle fuit en Alsace, et après l'éclatement de la Seconde Guerre mondiale s'enfuit de là, en passant par Paris et Marseille. En 1941, elle atteint les États-Unis avec un visa d'urgence. En 1949, elle revient de son exil, en Allemagne, et devient présidente d'honneur de l'AWO.
Elle est inhumée au cimetière du Sud de Cologne.

## Hommages
Plusieurs villes ont honoré la mémoire de Marie Juchacz en créant des « Marie-Juchacz-Straße » (rue) ou « Marie-Juchacz-Weg » (chemin). En 2003, la Deutsche Post fait figurer son portrait sur un timbre de la série Femmes de l'histoire allemande.

## Sources
1. ↑  (de) Kalender 2003 : Wegbereiterinen, Fondation Friedrich-Ebert, 2003, 14 p. (ISSN 1610-3394, lire en ligne), p. 4

- (en) Cet article est partiellement ou en totalité issu de l’article de Wikipédia en anglais intitulé « Marie Juchacz » (voir la liste des auteurs).